# Bhola
Bhola (bengali: ভোলা জেলা) är en ort i Bangladesh.   Den ligger i provinsen Barisal, i den södra delen av landet, 120 kilometer söder om huvudstaden Dhaka. Bhola ligger 7 meter över havet och antalet invånare är 99 079.
Terrängen runt Bhola är mycket platt. Havet är nära Bhola åt nordost. Runt Bhola är det mycket tätbefolkat, med 1 517 invånare per kvadratkilometer.. Bhola är det största samhället i trakten.
I omgivningarna runt Bhola växer i huvudsak blandskog.